# Copa palestina de futbol
La Copa palestina de futbol és la principal competició futbolística per eliminatòries de l'estat de Palestina.
Existeixen dues competicions locals, la copa de Gaza de futbol i la copa de Cisjordània de futbol. A partir de l'any 2015, els dos campions de Gaza i Cisjordània disputen una final per decidir el campió de la Copa Palestina.

## Historial
Font:

### Copa de la franja de Gaza
| Final   | Campió             | Finalista    | Resultat           | Ref.       |
| ------- | ------------------ | ------------ | ------------------ | ---------- |
| 1997    | Khadamat Rafah     |              |                    |            |
| 1998    | Desconegut         | Desconegut   | Desconegut         | Desconegut |
| 1999    | Al-Ittihad Shejaia | 0-0 (3-2 p.) | Shabab Rafah       | [ 2 ]      |
| 2000    | Shabab Khan Younes | 2-0          | Shabab Rafah       | [ 3 ]      |
| 2001-02 | Desconegut         | Desconegut   | Desconegut         | Desconegut |
| 2003    | Shabab Rafah       | 4-2          | Khadamat Rafah     | [ 4 ]      |
| 2004    | Desconegut         | Desconegut   | Desconegut         | Desconegut |
| 2005-06 | Shabab Rafah       | 2-0 / 4-0    | Shabab Jabalia     | [ 5 ]      |
| 2007    | Desconegut         | Desconegut   | Desconegut         | Desconegut |
| 2008    | Desconegut         | Desconegut   | Desconegut         | Desconegut |
| 2009    | Desconegut         | Desconegut   | Desconegut         | Desconegut |
| 2010    | Gaza               | 3-0          | Sadaqa             | [ 6 ]      |
| 2011    | Desconegut         | Desconegut   | Desconegut         | Desconegut |
| 2012    | Shabab Rafah       | 2-0          | Mashtal            | [ 7 ]      |
| 2013-14 | Khadamat Rafah     | 2-2 (5-4 p.) | Al-Ittihad Shejaia | [ 8 ]      |
| 2014-15 | Al-Ittihad Shejaia | 3-0          | Khadamat Rafah     | [ 9 ]      |
| 2015-16 | Shabab Khan Younes | 4-3          | Shabab Jabalia     | [ 10 ]     |
| 2016-17 | Shabab Rafah       | 2-0          | Khadamat Rafah     | [ 11 ]     |
| 2017-18 | Shabab Khan Younes | 2-0          | Shabab Rafah       | [ 12 ]     |
| 2018-19 | Khadamat Rafah     | 0-0 (4-3 p.) | Ittihad Shojaeyya  |            |

### Copa de Cisjordània
| Final   | Campió              | Finalista    | Resultat                | Ref.   |
| ------- | ------------------- | ------------ | ----------------------- | ------ |
| 1978    | Shabab Al-Khalil    |              |                         |        |
| 1981    | Shabab Al-Khalil    |              |                         |        |
| 1985    | Shabab Al-Khalil    |              |                         |        |
| 1997    | Al-Bireh            |              |                         |        |
| 2000    | Hilal Al-Quds       |              | Shabab Al-Khalil        |        |
| 2007-08 | Taraji Wadi Al-Nes  | 1-1 (2-0 p.) | Shabab Al-Khalil        |        |
| 2009-10 | Taraji Wadi Al-Nes  | 1-1 (4-3 p.) | Shabab Al-Khalil        |        |
| 2010-11 | Hilal Al-Quds       | 2-0          | Shabab Al-Dhahiriya     | [ 13 ] |
| 2011-12 | Shabab Al-Dhahiriya |              |                         |        |
| 2012-13 | Shabab Al-Khalil    | 3-0          | Islami Qalqilya         | [ 14 ] |
| 2013-14 | Hilal Al-Quds       | 1-1 (4-2 p.) | Shabab Al-Dhahiriya     | [ 15 ] |
| 2014-15 | Ahli Al-Khalil      | 0-0 (4-3 p.) | Markaz Balata           | [ 16 ] |
| 2015-16 | Ahli Al-Khalil      | 3-0          | Hilal Al-Quds           | [ 17 ] |
| 2016-17 | Ahli Al-Khalil      | 0-0 (3-1 p.) | Shabab Al-Khalil        | [ 18 ] |
| 2017-18 | Hilal Al-Quds       | 3-1          | Thaqafi Tulkarem        | [ 19 ] |
| 2018-19 | Markaz Balata       | 2-1          | Markaz Shabab Al Am'ari | [ 20 ] |

### Copa Palestina
| Temp.   | Regió       | Campió         | Finalista | Resultat           | Regió       | Ref.   |
| ------- | ----------- | -------------- | --------- | ------------------ | ----------- | ------ |
| 1997    | Gaza        | Khadamat Rafah | 3-2       | Al-Bireh           | Cisjordània |        |
| 2014-15 | Cisjordània | Ahli Al-Khalil | 0-0       | Al-Ittihad Shejaia | Gaza        | [ 21 ] |
| 2014-15 | Cisjordània | Ahli Al-Khalil | 2-1       | Al-Ittihad Shejaia | Gaza        | [ 21 ] |
| 2015-16 | Cisjordània | Ahli Al-Khalil | 1-0       | Shabab Khan Younes | Gaza        | [ 22 ] |
| 2015-16 | Cisjordània | Ahli Al-Khalil | 1-1       | Shabab Khan Younes | Gaza        | [ 22 ] |
| 2016-17 | Gaza        | Shabab Rafah   | 2-0       | Ahli Al-Khalil     | Cisjordània | [ 23 ] |
| 2016-17 | Gaza        | Shabab Rafah   | 0-0       | Ahli Al-Khalil     | Cisjordània | [ 23 ] |
| 2017-18 | Cisjordània | Hilal Al-Quds  | 2-3       | Shabab Khan Younes | Gaza        | [ 24 ] |
| 2017-18 | Cisjordània | Hilal Al-Quds  | 5-1       | Shabab Khan Younes | Gaza        | [ 24 ] |